# Pseudomys fumeus
Pseudomys fumeus és una espècie de mamífer rosegador de la família dels múrids. És endèmic d'Austràlia, on viu a altituds de fins a 1.800 msnm. Es tracta d'un animal nocturn. Ocupa una gran varietat d'hàbitats, incloent-hi els boscos de landa, les landes costaneres, les landes subalpines, els boscos subalpins, els boscos secs d'eucaliptus i els xaragalls amb falgueres. Està amenaçat per les espècies introduïdes i els canvis en els ecosistemes provocats per la colonització europea d'Austràlia. El seu nom específic, fumeus, significa ‘fumat’ en llatí.